# TownePlace Suites by Marriott
TownePlace Suites by Marriott – amerykańska sieć hotelowa należąca do grupy Marriott International. Powstała w 1997 r. Sieć posiada 475 działających hoteli, w których jest dostępnych 48 595 pokoi (31 grudnia 2021). Pierwszy hotel powstał w Newport News w stanie Wirginia.

## Hotele
Do sieci należy 481 hoteli w Ameryce Północnej. W Polsce hotele TownePlace Suites by Marriott nie występują (5 marca 2023).

### Ameryka Północna
- Kanada

- TownePlace Suites Thunder Bay

- Stany Zjednoczone

- Alabama

| * TownePlace Suites Auburn University Area | * TownePlace Suites Dothan       | * TownePlace Suites Huntsville                       | * TownePlace Suites Mobile          | * TownePlace Suites Montgomery EastChase       |
| * TownePlace Suites Birmingham South       | * TownePlace Suites Foley at OWA | * TownePlace Suites Huntsville West/Redstone Gateway | * TownePlace Suites Mobile Saraland | * TownePlace Suites Tuscaloosa University Area |

- Alaska

TownePlace Suites Anchorage Midtown
- Arizona

| * TownePlace Suites Buckeye Verrado                 | * TownePlace Suites Phoenix Glendale Sports & Entertainment District | * TownePlace Suites Phoenix North | * TownePlace Suites Tempe at Arizona Mills Mall | * TownePlace Suites Tucson Airport         | * TownePlace Suites Yuma |
| * TownePlace Suites Phoenix Chandler/Fashion Center | * TownePlace Suites Phoenix Goodyear                                 | * TownePlace Suites Sierra Vista  | * TownePlace Suites Tucson                      | * TownePlace Suites Tucson Williams Centre |                          |

- Arkansas

| * TownePlace Suites Bentonville Rogers | * TownePlace Suites Fayetteville North/Springdale | * TownePlace Suites Hot Springs | * TownePlace Suites Little Rock West | * TownePlace Suites White Hall |

- Dakota Południowa

| * TownePlace Suites Aberdeen | * TownePlace Suites Sioux Falls | * TownePlace Suites Sioux Falls South |

- Dakota Północna

- TownePlace Suites Dickinson

- Delaware

- TownePlace Suites Wilmington Newark/Christiana

- Floryda

| * TownePlace Suites Boca Raton                           | * TownePlace Suites Gainesville Northwest         | * TownePlace Suites Miami Homestead                    | * TownePlace Suites Orlando at FLAMINGO CROSSINGS® Town Center/Western Entrance | * TownePlace Suites Panama City Beach Pier Park      | * TownePlace Suites Tampa Clearwater                |
| * TownePlace Suites Boynton Beach                        | * TownePlace Suites Jacksonville Butler Boulevard | * TownePlace Suites Miami Kendall West                 | * TownePlace Suites Orlando at SeaWorld®                                        | * TownePlace Suites Pensacola                        | * TownePlace Suites Tampa North/I-75 Fletcher       |
| * TownePlace Suites by Marriott Niceville Eglin AFB Area | * TownePlace Suites Jacksonville East             | * TownePlace Suites Miami Lakes                        | * TownePlace Suites Orlando Downtown                                            | * TownePlace Suites Plant City                       | * TownePlace Suites Tampa South                     |
| * TownePlace Suites Cape Canaveral Cocoa Beach           | * TownePlace Suites Lakeland                      | * TownePlace Suites Naples                             | * TownePlace Suites Orlando East/UCF Area                                       | * TownePlace Suites Port St. Lucie I-95              | * TownePlace Suites Tampa Westshore/Airport         |
| * TownePlace Suites Fort Lauderdale West                 | * TownePlace Suites Leesburg                      | * TownePlace Suites Ocala                              | * TownePlace Suites Orlando Southwest Near Universal                            | * TownePlace Suites Sarasota Bradenton West          | * TownePlace Suites The Villages                    |
| * TownePlace Suites Fort Lauderdale Weston               | * TownePlace Suites Miami Airport                 | * TownePlace Suites Orlando Airport                    | * TownePlace Suites Orlando Theme Parks/Lake Buena Vista                        | * TownePlace Suites Tallahassee North/Capital Circle | * TownePlace Suites Titusville Kennedy Space Center |
| * TownePlace Suites Fort Myers Estero                    | * TownePlace Suites Miami Airport West/Doral Area | * TownePlace Suites Orlando Altamonte Springs/Maitland | * TownePlace Suites Panama City                                                 | * TownePlace Suites Tampa Casino Area                | * TownePlace Suites Venice                          |
| * TownePlace Suites Fort Walton Beach-Eglin AFB          |                                                   |                                                        |                                                                                 |                                                      |                                                     |

- Georgia

| * TownePlace Suites Albany                | * TownePlace Suites Atlanta Buckhead | * TownePlace Suites Atlanta Lawrenceville     | * TownePlace Suites Columbus    | * TownePlace Suites Macon Mercer University | * TownePlace Suites Savannah Airport |
| * TownePlace Suites Atlanta Airport North | * TownePlace Suites Atlanta Kennesaw | * TownePlace Suites Canton Riverstone Parkway | * TownePlace Suites Gainesville | * TownePlace Suites Newnan                  | * TownePlace Suites Savannah Midtown |
| * TownePlace Suites Atlanta Alpharetta    |                                      |                                               |                                 |                                             |                                      |

- Idaho

| * TownePlace Suites Boise Downtown/University | * TownePlace Suites Boise West/Meridian | * TownePlace Suites Coeur d'Alene | * TownePlace Suites Pocatello | * TownePlace Suites Twin Falls |

- Illinois

| * TownePlace Suites Champaign Urbana/Campustown | * TownePlace Suites Chicago Naperville | * TownePlace Suites Chicago Waukegan/Gurnee | * TownePlace Suites Joliet South | * TownePlace Suites St. Louis Edwardsville, IL |
| * TownePlace Suites Chicago Lombard             | * TownePlace Suites Chicago Schaumburg | * TownePlace Suites Danville                | * TownePlace Suites Minooka      | * TownePlace Suites St. Louis O'Fallon         |

- Indiana

| * TownePlace Suites Bloomington         | * TownePlace Suites Fort Wayne North     | * TownePlace Suites Indianapolis Downtown | * TownePlace Suites Indianapolis Park 100 | * TownePlace Suites Louisville North |
| * TownePlace Suites Evansville Newburgh | * TownePlace Suites Indianapolis Airport | * TownePlace Suites Indianapolis Keystone | * TownePlace Suites Lafayette             | * TownePlace Suites Vincennes        |

- Iowa

| * TownePlace Suites Ames | * TownePlace Suites Cedar Rapids Marion | * TownePlace Suites Des Moines Urbandale | * TownePlace Suites Des Moines West/Jordan Creek | * TownePlace Suites Dubuque Downtown |

- Kalifornia

| * TownePlace Suites Anaheim Maingate Near Angel Stadium | * TownePlace Suites Irvine Lake Forest              | * TownePlace Suites Ontario Airport            | * TownePlace Suites Sacramento Rancho Cordova         | * TownePlace Suites San Diego Downtown   | * TownePlace Suites San Mateo Foster City        |
| * TownePlace Suites Bakersfield West                    | * TownePlace Suites Lancaster                       | * TownePlace Suites Ontario Chino Hills        | * TownePlace Suites Sacramento Roseville              | * TownePlace Suites San Jose Campbell    | * TownePlace Suites Sunnyvale Mountain View      |
| * TownePlace Suites Barstow                             | * TownePlace Suites Los Angeles LAX/Hawthorne       | * TownePlace Suites Redding                    | * TownePlace Suites San Bernardino Loma Linda         | * TownePlace Suites San Jose Cupertino   | * TownePlace Suites Tehachapi                    |
| * TownePlace Suites El Centro                           | * TownePlace Suites Los Angeles LAX/Manhattan Beach | * TownePlace Suites Sacramento Airport Natomas | * TownePlace Suites San Diego Airport/Liberty Station | * TownePlace Suites San Jose Santa Clara | * TownePlace Suites Thousand Oaks Agoura Hills   |
| * TownePlace Suites Fresno                              | * TownePlace Suites Merced                          | * TownePlace Suites Sacramento Cal Expo        | * TownePlace Suites San Diego Carlsbad/Vista          | * TownePlace Suites San Luis Obispo      | * TownePlace Suites Thousand Oaks Ventura County |
| * TownePlace Suites Fresno Clovis                       | * TownePlace Suites Milpitas Silicon Valley         | * TownePlace Suites Sacramento Elk Grove       | * TownePlace Suites San Diego Central                 |                                          |                                                  |

- Kansas

| * TownePlace Suites Dodge City  | * TownePlace Suites Hays                      | * TownePlace Suites Lawrence Downtown | * TownePlace Suites Wichita East |
| * TownePlace Suites Garden City | * TownePlace Suites Kansas City Overland Park | * TownePlace Suites Leavenworth       |                                  |

- Karolina Południowa

| * TownePlace Suites Aiken Whiskey Road                   | * TownePlace Suites Charleston-North Charleston | * TownePlace Suites Columbia Northwest/Harbison     | * TownePlace Suites Florence                     | * TownePlace Suites Rock Hill |
| * TownePlace Suites Charleston Airport/Convention Center | * TownePlace Suites Charleston-West Ashley      | * TownePlace Suites Columbia Southeast/Fort Jackson | * TownePlace Suites Fort Mill at Carowinds Blvd. | * TownePlace Suites Sumter    |
| * TownePlace Suites Charleston Mt. Pleasant              | * TownePlace Suites Charlotte Fort Mill         | * TownePlace Suites Columbia West/Lexington         |                                                  |                               |

- Karolina Północna

| * TownePlace Suites Asheville Downtown | * TownePlace Suites Charlotte Mooresville    | * TownePlace Suites Greensboro Coliseum Area     | * TownePlace Suites Raleigh Cary/Weston Parkway        | * TownePlace Suites Southern Pines Aberdeen       |
| * TownePlace Suites Asheville West     | * TownePlace Suites Fayetteville Cross Creek | * TownePlace Suites Jacksonville                 | * TownePlace Suites Raleigh-Durham Airport/Morrisville | * TownePlace Suites Wilmington/Wrightsville Beach |
| * TownePlace Suites Boone              | * TownePlace Suites Goldsboro                | * TownePlace Suites Outer Banks Kill Devil Hills | * TownePlace Suites Raleigh-University Area            |                                                   |

- Kentucky

| * TownePlace Suites Bowling Green            | * TownePlace Suites Georgetown   | * TownePlace Suites Lexington Keeneland/Airport   | * TownePlace Suites Louisville Airport  | * TownePlace Suites Louisville Northeast | * TownePlace Suites Richmond |
| * TownePlace Suites Cincinnati Airport South | * TownePlace Suites Hopkinsville | * TownePlace Suites Lexington South/Hamburg Place | * TownePlace Suites Louisville Downtown | * TownePlace Suites Owensboro            |                              |

- Kolorado

| * TownePlace Suites Boulder Broomfield/Interlocken      | * TownePlace Suites Denver Airport at Gateway Park | * TownePlace Suites Denver South/Lone Tree     | * TownePlace Suites Denver Tech Center         | * TownePlace Suites Loveland Fort Collins |
| * TownePlace Suites Colorado Springs Garden of the Gods | * TownePlace Suites Denver Downtown                | * TownePlace Suites Denver Southeast           | * TownePlace Suites Denver West/Federal Center | * TownePlace Suites Pueblo Downtown       |
| * TownePlace Suites Colorado Springs South              | * TownePlace Suites Denver North/Thornton          | * TownePlace Suites Denver Southwest/Littleton |                                                |                                           |

- Luizjana

| * TownePlace Suites Alexandria             | * TownePlace Suites Baton Rouge South | * TownePlace Suites Laplace                           | * TownePlace Suites New Orleans Harvey/West Bank | * TownePlace Suites Shreveport South   |
| * TownePlace Suites Baton Rouge Gonzales   | * TownePlace Suites Lafayette South   | * TownePlace Suites Monroe                            | * TownePlace Suites New Orleans Metairie         | * TownePlace Suites Slidell            |
| * TownePlace Suites Baton Rouge Port Allen | * TownePlace Suites Lake Charles      | * TownePlace Suites New Orleans Downtown/Canal Street | * TownePlace Suites Shreveport-Bossier City      | * TownePlace Suites Vidalia Riverfront |

- Maine

- TownePlace Suites Bangor

- Maryland

| * TownePlace Suites Arundel Mills BWI Airport | * TownePlace Suites Bowie Town Center             | * TownePlace Suites College Park      | * TownePlace Suites Fort Meade National Business Park | * TownePlace Suites Gaithersburg                                    |
| * TownePlace Suites Baltimore BWI Airport     | * TownePlace Suites Clinton at Joint Base Andrews | * TownePlace Suites Edgewood Aberdeen | * TownePlace Suites Frederick                         | * TownePlace Suites Lexington Park Patuxent River Naval Air Station |

- Massachusetts

| * TownePlace Suites Boston Logan Airport/Chelsea | * TownePlace Suites Boston Medford | * TownePlace Suites Wareham Buzzards Bay | * TownePlace Suites Westport | * TownePlace Suites Wrentham Plainville |

- Michigan

| * TownePlace Suites Ann Arbor                      | * TownePlace Suites Detroit Auburn Hills | * TownePlace Suites Detroit Dearborn         | * TownePlace Suites Detroit Warren       | * TownePlace Suites Grand Rapids Airport Southeast | * TownePlace Suites Kalamazoo |
| * TownePlace Suites Battle Creek                   | * TownePlace Suites Detroit Belleville   | * TownePlace Suites Detroit Livonia          | * TownePlace Suites East Lansing         | * TownePlace Suites Grand Rapids Wyoming           | * TownePlace Suites Monroe    |
| * TownePlace Suites by Marriott Detroit Allen Park | * TownePlace Suites Detroit Canton       | * TownePlace Suites Detroit Sterling Heights | * TownePlace Suites Grand Rapids Airport | * TownePlace Suites Jackson                        | * TownePlace Suites Saginaw   |
| * TownePlace Suites Chesterfield                   | * TownePlace Suites Detroit Commerce     | * TownePlace Suites Detroit Troy             |                                          |                                                    |                               |

- Minnesota

| * TownePlace Suites Minneapolis Downtown/North Loop | * TownePlace Suites Minneapolis Mall of America        | * TownePlace Suites Minneapolis West/St. Louis Park | * TownePlace Suites Rochester Mayo Clinic Area |
| * TownePlace Suites Minneapolis Eden Prairie        | * TownePlace Suites Minneapolis-St. Paul Airport/Eagan | * TownePlace Suites Rochester                       | *                                              |

- Missisipi

| * TownePlace Suites Hattiesburg | * TownePlace Suites Jackson Airport/Flowood | * TownePlace Suites Jackson Ridgeland/The Township at Colony Park | * TownePlace Suites Memphis Olive Branch | * TownePlace Suites Memphis Southaven | * TownePlace Suites Oxford |

- Missouri

| * TownePlace Suites Brentwood | * TownePlace Suites Joplin              | * TownePlace Suites Kansas City at Briarcliff | * TownePlace Suites Springfield            |
| * TownePlace Suites Columbia  | * TownePlace Suites Kansas City Airport | * TownePlace Suites Kansas City Liberty       | * TownePlace Suites St. Louis Chesterfield |

- Montana

| * TownePlace Suites Billings | * TownePlace Suites Missoula | * TownePlace Suites Whitefish Kalispell |

- Nebraska

| * TownePlace Suites Lincoln North | * TownePlace Suites Norfolk | * TownePlace Suites Omaha West |

- Nevada

| * TownePlace Suites Elko | * TownePlace Suites Las Vegas Airport South | * TownePlace Suites Las Vegas City Center | * TownePlace Suites Las Vegas Henderson | * TownePlace Suites Las Vegas North I-15 |

- New Hampshire

| * TownePlace Suites Laconia Gilford | * TownePlace Suites Manchester-Boston Regional Airport |

- New Jersey

| * TownePlace Suites Bridgewater Branchburg | * TownePlace Suites Clinton | * TownePlace Suites Cranbury South Brunswick | * TownePlace Suites Dover Rockaway | * TownePlace Suites Mt. Laurel | * TownePlace Suites Swedesboro Logan Township |

- Nowy Jork

| * TownePlace Suites New York Brooklyn | * TownePlace Suites New York Long Island City/Manhattan View | * TownePlace Suites New York Manhattan/Chelsea | * TownePlace Suites New York Manhattan/Times Square | * TownePlace Suites Republic Airport Long Island/Farmingdale |

- Nowy Meksyk

| * TownePlace Suites Albuquerque Airport | * TownePlace Suites Albuquerque Old Town | * TownePlace Suites Clovis     | * TownePlace Suites Gallup | * TownePlace Suites Las Cruces |
| * TownePlace Suites Albuquerque North   | * TownePlace Suites Carlsbad             | * TownePlace Suites Farmington | * TownePlace Suites Hobbs  | * TownePlace Suites Roswell    |

- Ohio

| * TownePlace Suites Cincinnati Downtown  | * TownePlace Suites Cleveland Streetsboro    | * TownePlace Suites Columbus Easton Area | * TownePlace Suites Dayton North      | * TownePlace Suites Ironton           | * TownePlace Suites New Philadelphia |
| * TownePlace Suites Cincinnati Fairfield | * TownePlace Suites Cleveland Westlake       | * TownePlace Suites Columbus Hilliard    | * TownePlace Suites Dayton Wilmington | * TownePlace Suites Lima              | * TownePlace Suites Sidney           |
| * TownePlace Suites Cincinnati Mason     | * TownePlace Suites Columbus Airport Gahanna | * TownePlace Suites Columbus North - OSU | * TownePlace Suites Findlay           | * TownePlace Suites Mansfield Ontario | * TownePlace Suites Toledo Oregon    |
| * TownePlace Suites Cleveland Solon      | * TownePlace Suites Columbus Dublin          |                                          |                                       |                                       |                                      |

- Oklahoma

| * TownePlace Suites Oklahoma City Airport | * TownePlace Suites Tulsa Broken Arrow | * TownePlace Suites Tulsa North/Owasso |

- Oregon

| * TownePlace Suites Bend Near Mt. Bachelor | * TownePlace Suites Medford | * TownePlace Suites Portland Beaverton | * TownePlace Suites Portland Hillsboro |

- Pensylwania

| * TownePlace Suites Altoona                        | * TownePlace Suites Grove City Mercer/Outlets     | * TownePlace Suites Philadelphia Horsham                 | * TownePlace Suites Pittsburgh Harmarville | * TownePlace Suites Williamsport |
| * TownePlace Suites Bethlehem Easton/Lehigh Valley | * TownePlace Suites Harrisburg Hershey            | * TownePlace Suites Pittsburgh Airport/Robinson Township | * TownePlace Suites Scranton Wilkes-Barre  | * TownePlace Suites York         |
| * TownePlace Suites Erie                           | * TownePlace Suites Harrisburg West/Mechanicsburg | * TownePlace Suites Pittsburgh Cranberry Township        |                                            |                                  |

- Rhode Island

- TownePlace Suites Providence North Kingstown

- Teksas

| * TownePlace Suites Abilene Northeast                | * TownePlace Suites Corpus Christi                     | * TownePlace Suites Dallas Mesquite                 | * TownePlace Suites Fort Worth University Area/Medical Center | * TownePlace Suites Houston Northwest/Beltway 8 | * TownePlace Suites San Antonio Airport                 |
| * TownePlace Suites Amarillo West/Medical Center     | * TownePlace Suites Corpus Christi Portland            | * TownePlace Suites Dallas Plano/Legacy             | * TownePlace Suites Galveston Island                          | * TownePlace Suites Houston Westchase           | * TownePlace Suites San Antonio Downtown                |
| * TownePlace Suites Austin North/Lakeline            | * TownePlace Suites Dallas Arlington North             | * TownePlace Suites Dallas Plano/Richardson         | * TownePlace Suites Houston Baytown                           | * TownePlace Suites Killeen                     | * TownePlace Suites San Antonio Northwest               |
| * TownePlace Suites Austin Northwest/The Domain Area | * TownePlace Suites Dallas Bedford                     | * TownePlace Suites Dallas Rockwall                 | * TownePlace Suites Houston Brookhollow                       | * TownePlace Suites Kingsville                  | * TownePlace Suites San Antonio Northwest at The RIM    |
| * TownePlace Suites Austin Parmer/Tech Ridge         | * TownePlace Suites Dallas DeSoto                      | * TownePlace Suites Eagle Pass                      | * TownePlace Suites Houston Galleria Area                     | * TownePlace Suites Lake Jackson Clute          | * TownePlace Suites San Antonio Universal City/Live Oak |
| * TownePlace Suites Austin Round Rock                | * TownePlace Suites Dallas DFW Airport North/Grapevine | * TownePlace Suites El Paso Airport                 | * TownePlace Suites Houston Hobby Airport                     | * TownePlace Suites Laredo                      | * TownePlace Suites San Antonio Westover Hills          |
| * TownePlace Suites Austin South                     | * TownePlace Suites Dallas DFW Airport North/Irving    | * TownePlace Suites El Paso East/I-10               | * TownePlace Suites Houston I-10 East                         | * TownePlace Suites Lubbock                     | * TownePlace Suites Seguin                              |
| * TownePlace Suites Beaumont Port Arthur             | * TownePlace Suites Dallas Downtown                    | * TownePlace Suites El Paso North                   | * TownePlace Suites Houston Intercontinental Airport          | * TownePlace Suites McAllen Edinburg            | * TownePlace Suites Temple                              |
| * TownePlace Suites Big Spring                       | * TownePlace Suites Dallas Las Colinas                 | * TownePlace Suites Fort Worth Downtown             | * TownePlace Suites Houston NASA/Clear Lake                   | * TownePlace Suites Midland                     | * TownePlace Suites Texarkana                           |
| * TownePlace Suites College Station                  | * TownePlace Suites Dallas Lewisville                  | * TownePlace Suites Fort Worth Northwest/Lake Worth | * TownePlace Suites Houston North/Shenandoah                  | * TownePlace Suites Midland South/I-20          | * TownePlace Suites Waco Northeast                      |
| * TownePlace Suites Conroe                           | * TownePlace Suites Dallas McKinney                    | * TownePlace Suites Fort Worth Southwest/TCU Area   | * TownePlace Suites Houston Northwest                         | * TownePlace Suites Odessa                      | * TownePlace Suites Waco South                          |

- Tennessee

| * TownePlace Suites Chattanooga Near Hamilton Place | * TownePlace Suites Cleveland             | * TownePlace Suites Hixson                | * TownePlace Suites Memphis Cordova                     | * TownePlace Suites Nashville Goodlettsville |
| * TownePlace Suites Chattanooga South/East Ridge    | * TownePlace Suites Cookeville            | * TownePlace Suites Knoxville Cedar Bluff | * TownePlace Suites Nashville Airport                   | * TownePlace Suites Nashville Midtown        |
| * TownePlace Suites Clarksville                     | * TownePlace Suites Franklin Cool Springs | * TownePlace Suites Knoxville Oak Ridge   | * TownePlace Suites Nashville Downtown/Capitol District | * TownePlace Suites Nashville Smyrna         |

- Utah

| * TownePlace Suites Logan      | * TownePlace Suites Salt Lake City Downtown | * TownePlace Suites Salt Lake City Layton | * TownePlace Suites Salt Lake City-West Valley | * TownePlace Suites Vernal |
| * TownePlace Suites Provo Orem | * TownePlace Suites Salt Lake City Draper   | * TownePlace Suites Salt Lake City Murray | * TownePlace Suites St. George                 |                            |

- Waszyngton

| * TownePlace Suites Bellingham | * TownePlace Suites Olympia            | * TownePlace Suites Richland Columbia Point  | * TownePlace Suites Seattle Southcenter |
| * TownePlace Suites Ellensburg | * TownePlace Suites Portland Vancouver | * TownePlace Suites Seattle Everett/Mukilteo | * TownePlace Suites Tacoma Lakewood     |

- Wirginia

| * TownePlace Suites Alexandria Fort Belvoir | * TownePlace Suites Fredericksburg | * TownePlace Suites Potomac Mills Woodbridge | * TownePlace Suites Richmond Colonial Heights | * TownePlace Suites Suffolk Chesapeake |
| * TownePlace Suites Dulles Airport          | * TownePlace Suites Front Royal    | * TownePlace Suites Quantico Stafford        | * TownePlace Suites Springfield               | * TownePlace Suites Winchester         |

- Wirginia Zachodnia

| * TownePlace Suites Bridgeport Clarksburg | * TownePlace Suites Huntington | * TownePlace Suites Parkersburg |

- Wisconsin

| * TownePlace Suites Janesville             | * TownePlace Suites Milwaukee Brookfield | * TownePlace Suites Milwaukee Oak Creek | * TownePlace Suites Oconomowoc |
| * TownePlace Suites Madison West/Middleton | * TownePlace Suites Milwaukee Grafton    | * TownePlace Suites Milwaukee West Bend | * TownePlace Suites Oshkosh    |

- Wyoming

| * TownePlace Suites Cheyenne Southwest/Downtown Area | * TownePlace Suites Gillette |